# SS Cosmos
Die SS Cosmos (vollständig: Società Sportiva Cosmos) ist ein Fußballverein aus Serravalle in San Marino. Cosmos spielt momentan in der san-marinesischen Fußballmeisterschaft.

## Geschichte
Der SS Cosmos wurde 1979 gegründet und hat die Vereinsfarben grün-gelb. Der Name des Vereins ist auf den nordamerikanischen Klub New York Cosmos zurückzuführen.
In der Saison 2000/01 gewann Cosmos erstmals die san-marinesische Meisterschaft und qualifizierte sich damit für die Qualifikation zum UEFA-Pokal 2001/02. Dort unterlag man allerdings dem österreichischen Klub SK Rapid Wien mit 0:1 und 0:2. Cosmos gewann außerdem viermal den Pokalwettbewerb sowie dreimal den Supercup.

## Ehemalige Spieler
- Lorenzo Amoruso

## Erfolge
- Campionato Sammarinese di Calcio: 1
2001
- Coppa Titano: 4
1980, 1981, 1995, 1999
- Trofeo Federale: 3
1995, 1998, 1999

## Europapokalbilanz
| Saison  | Wettbewerb                    | Runde                  | Gegner             | Gesamt | Hin     | Rück    |
| ------- | ----------------------------- | ---------------------- | ------------------ | ------ | ------- | ------- |
| 2001/02 | UEFA-Pokal                    | Qualifikation          | SK Rapid Wien      | 0:3    | 0:1 (H) | 0:2 (A) |
| 2023/24 | UEFA Europa Conference League | 1. Qualifikationsrunde | FK Sutjeska Nikšić | 1:2    | 0:1 (A) | 1:1 (H) |

Gesamtbilanz: 4 Spiele, 1 Unentschieden, 3 Niederlagen, 1:5 Tore (Tordifferenz −4)